# DRK-Schwesternschaft

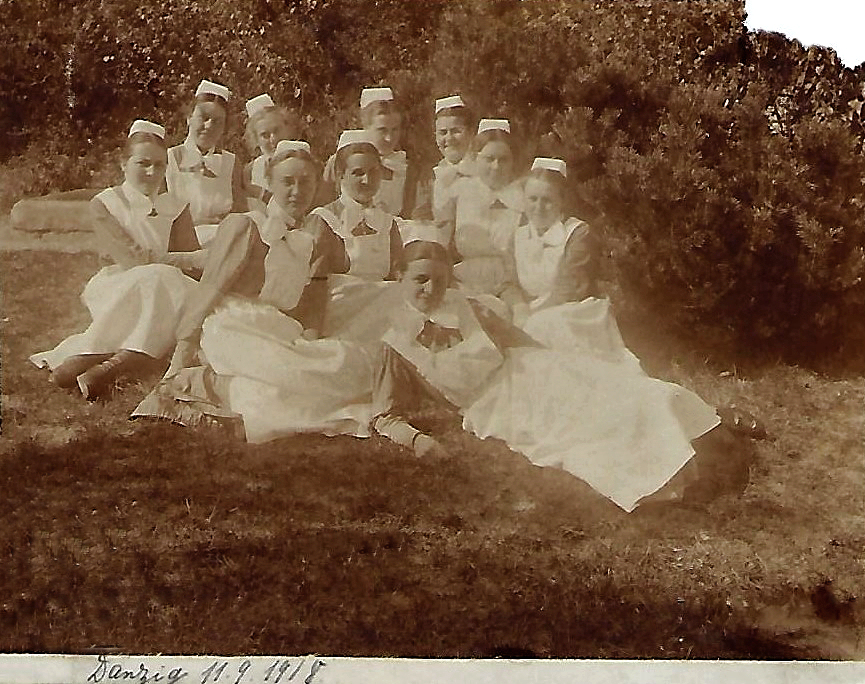
DRK-Schwestern in Danzig (1918)

Eine DRK-Schwesternschaft – die Schwesternschaft vom Deutschen Roten Kreuz – ist ein eingetragener Verein, in dem Krankenschwestern sowie Angehörige weiterer Gesundheits- und Pflegeberufe organisiert sind. Eine DRK-Schwesternschaft ist rechtlich selbstständig, aber organisatorisch eng eingebunden in das Netzwerk des Deutschen Roten Kreuzes. Es gibt 31 regionale DRK-Schwesternschaften in Deutschland. Ihr gemeinsamer Dachverband ist der Verband der Schwesternschaften vom Deutschen Roten Kreuz e. V.

## Bedeutung
Die Schwesternschaften als dauerhaft eingerichtete Organisationen gingen aus der Bewegung der Rotkreuzschwestern hervor, die zunächst als freiwillige Helferinnen Kriegsverwundete versorgten und später auch zivile Krankenpflege und Wohlfahrtsaufgaben übernahmen. Heutige Rotkreuzschwestern sind hauptberuflich als Gesundheits- und Krankenpflegerinnen, Operationstechnische Assistentinnen, Gesundheits- und Krankenpflegehelferinnen, Altenpflegerinnen und Hebammen tätig. Von den DRK-Schwesternschaften als Mitglieder organisiert, galten die Schwestern bis vor kurzem nicht als Arbeitnehmerinnen im Sinne des Gesetzes. Den DRK-Schwesternschaften gehören insgesamt rund 21.000 Schwestern an. Sie betreiben 59 Pflegeschulen mit rund 2.100 Ausbildungsplätzen für Pflegeberufe. Die DRK-Schwesternschaften sind ein marktrelevanter Anbieter von Leiharbeit im Gesundheitswesen, indem sie über Gestellungsverträge vollständig oder größtenteils das Pflegepersonal ganzer Krankenhäuser stellen. Sie betreiben außerdem selbst insgesamt 24 Krankenhäuser, 22 stationäre Pflegeeinrichtungen, 23 Kurzzeit- und Tagespflegezentren, 21 ambulante Pflegedienste, 11 Einrichtungen für Betreutes Wohnen, 5 Kindertagesstätten und 3 Hospize.

## Geschichte der Rotkreuzschwestern

### Neutrale Hilfe für Kriegsverwundete

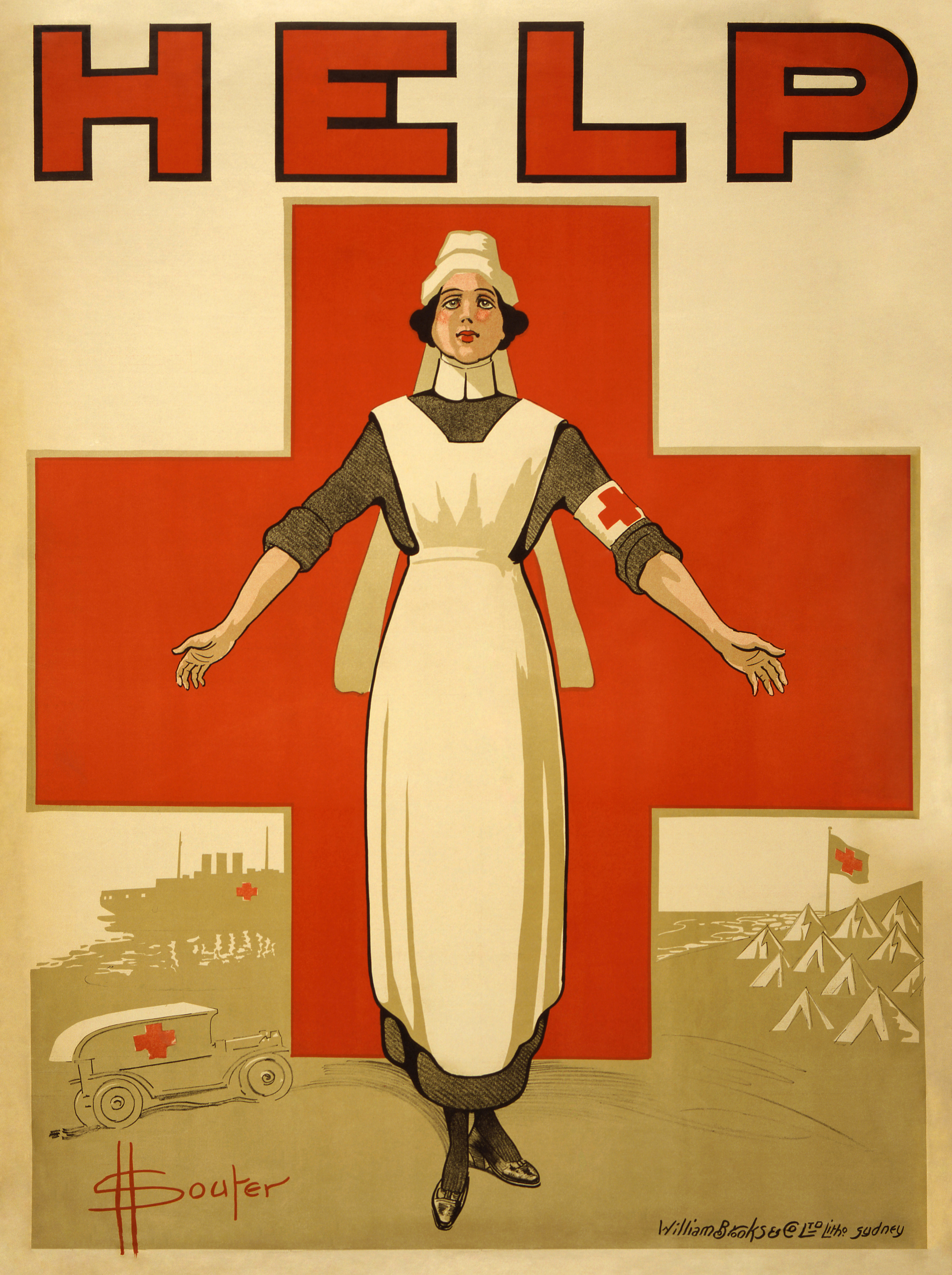
Australisches Plakat zur Unterstützung des Roten Kreuzes (1914–1918)

Nach der Schlacht von Solferino (1859) beging der Schweizer Geschäftsmann Henry Dunant das Schlachtfeld. Ihn erschütterten die 30.000 Toten und die 10.000 Schwerverwundeten, die von ihren Armeen einfach liegengelassen wurden und verbluteten oder verdursteten. Dunant eilte spontan den Verwundeten zu Hilfe und organisierte mit Freiwilligen aus der örtlichen Zivilbevölkerung, hauptsächlich Frauen und Mädchen, eine notdürftige Versorgung. Unter der Losung „Tutti fratelli“ („Alle sind Brüder“) kümmerten die Helferinnen sich ohne Ansehen der Nationalität um alle Verletzten. Allerdings war der Erfolg der Bemühungen begrenzt. Es fehlte an fast allem: an Helfern, an Fachwissen, an medizinischem Material und an Verpflegung. Dunant richtete Behelfskrankenhäuser ein und ließ auf seine Kosten Verbandsmaterial und Hilfsgüter herbeischaffen. Trotz der Hilfe starben viele Verwundete.
In den folgenden Jahren warb Dunant in ganz Europa für eine internationale Vereinbarung zur Versorgung verwundeter Soldaten. 1864 wurde von zwölf Staaten die erste Genfer Konvention unterzeichnet. Dabei einigte man sich auch auf ein einheitliches Symbol zum Schutz der Verwundeten und der Helfenden: das leicht erkennbare Rote Kreuz auf weißem Grund, eine Umkehrung der Schweizer Flagge. Gleichzeitig bemühten sich Dunant und seine Mitstreiter um den Aufbau einer internationalen Organisation für die fachkundige Durchführung dieser Versorgung. Auf einer Basis von Neutralität und Freiwilligkeit sollten in allen Ländern Hilfsorganisationen gegründet werden. Die ausgebildeten Pflegekräfte sollten sich im Krieg neutral verhalten und allen verwundeten Soldaten unabhängig von deren Zugehörigkeit zur Seite stehen. 1863 gründete die Gruppe in Genf das Komitee der Hilfsgesellschaften für die Verwundetenpflege, das seit 1876 die Bezeichnung Internationales Komitee vom Roten Kreuz trägt.
In Deutschland wurde noch im Jahr 1859 in Karlsruhe der Badische Frauenverein gegründet. Daraus ging ein Jahr später die erste Schwesternschaft des späteren Roten Kreuzes hervor. Sie sollte die Ausbildung und den Einsatz der Krankenpflegerinnen organisieren. Bis dahin war in Europa die Pflege von Kranken nahezu ausschließlich von kirchlichen Einrichtungen und religiösen Gemeinschaften übernommen worden, als Form der Nächstenliebe und als Gelegenheit zur Bekehrung religionsloser Menschen. Die bis heute gängige Berufsbezeichnung „Schwester“ geht auf die Ordensschwestern zurück, die diese Aufgabe über Jahrhunderte wahrnahmen. Die Neutralitätsidee Dunants erforderte weltanschaulich und konfessionell unabhängige Organisationen. Die Rotkreuz-Schwesternschaften bildeten jedoch – in einer Art weltlichem Orden – die zu dieser Zeit üblichen Organisationsstrukturen der kirchlichen Krankenpflege nach. Die Krankenpflegerinnen wohnten unter einem Dach, wurden durch die Schwesternschaft versorgt, trugen einheitliche Kleidung, mussten ehelos bleiben und wesentliche Fragen ihres Privatlebens von der Vorgesetzten bestimmen lassen. Auch viele Begriffe wurden übernommen, die Leiterin einer Schwesternschaft hieß wie in religiösen Orden Oberin, die Schwesternschaft sowie ihr Hauptgebäude wurden häufig als Mutterhaus bezeichnet.
Im Deutschen Krieg stellten sich die rund fünfzig bis dahin ausgebildeten Schwestern in den Dienst der Badischen Armee. Gleichzeitig wurde der Badische Frauenverein vom Internationalen Komitee in Genf als nationale Hilfsgesellschaft anerkannt. Nach dem Karlsruher und den internationalen Vorbildern entstanden in Deutschland nach und nach mehr als dreißig regionale Schwesternschaften. 1869 bildeten die einzelnen Landesgesellschaften eine Dachorganisation der Deutschen Vereine zur Pflege im Felde verwundeter und erkrankter Soldaten.

### Zivile Krankenpflege und Gesundheitsvorsorge

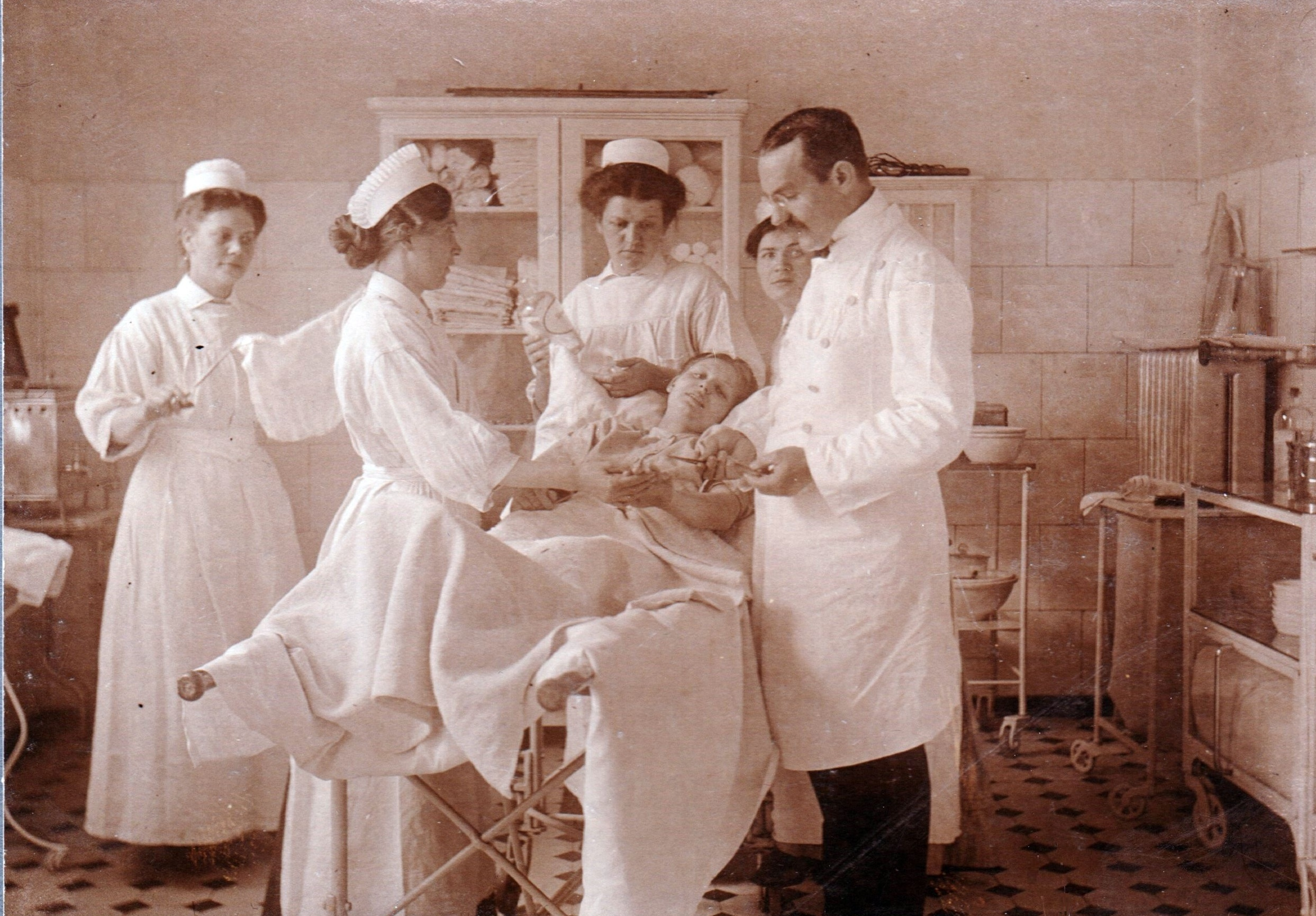
Krankenschwestern im OP-Saal, Frankfurt am Main (1910)

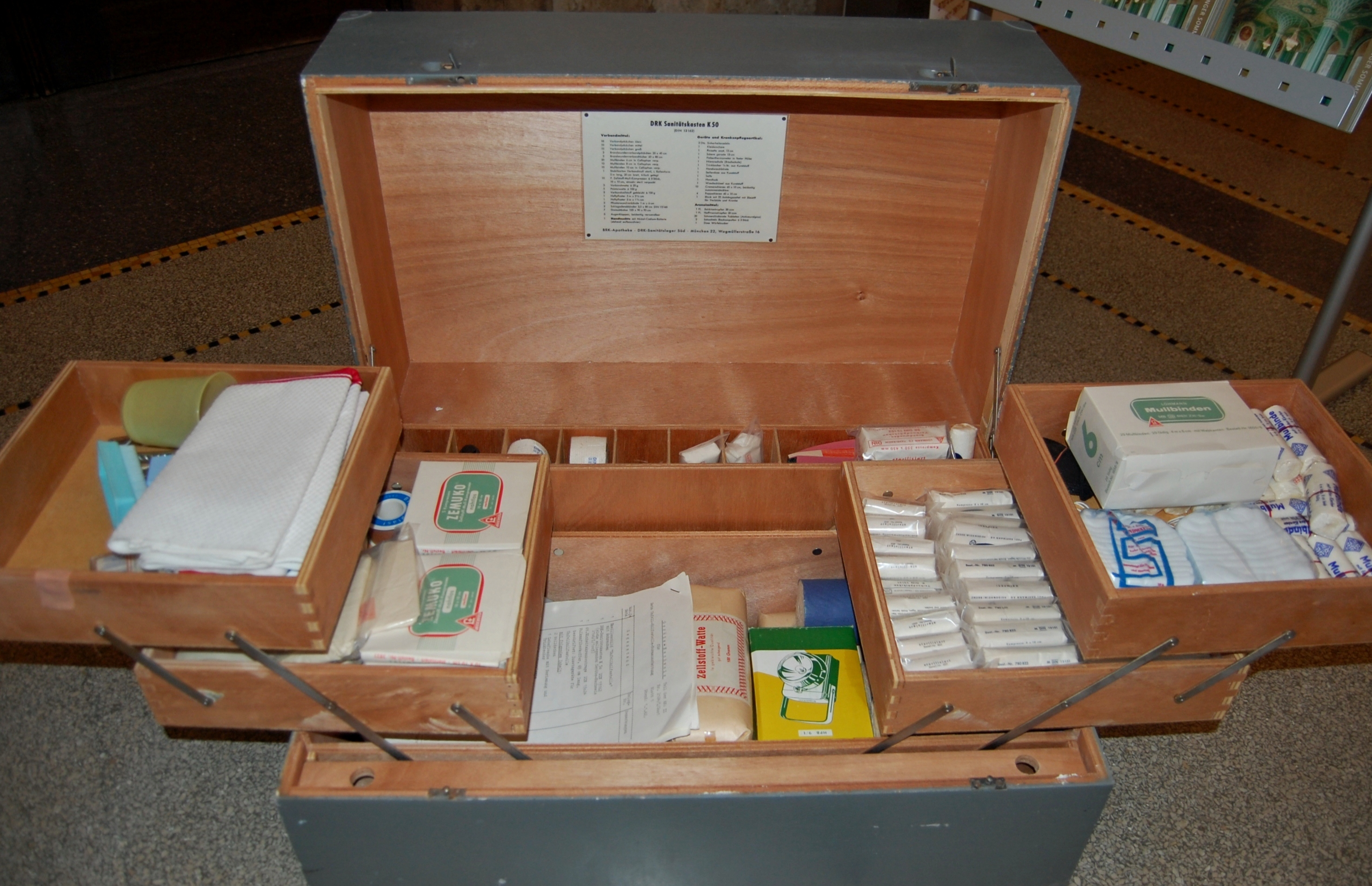
DRK-Sanitätskasten K50

Ebenfalls 1869 forderte der berühmte Arzt und Sozialreformer Rudolf Virchow auf der zweiten internationalen Rotkreuzkonferenz „den vollen Einsatz für ein Friedensprogramm auf dem Gebiet der öffentlichen Gesundheitspflege, unabhängig von der Bereitschaft für den Kriegsfall“. Außerdem setzte er sich für die Einführung einer Berufsausbildung zur Krankenpflege und für die flächendeckende Einrichtung von Krankenpflegeschulen an jedem großen Krankenhaus ein.
Nach der Grundsatzentscheidung, auch in Friedenszeiten Krankenpflege zu leisten, professionalisierten sich die Rotkreuz-Schwesternschaften. Einige waren an Universitätskliniken angeschlossen, die meisten errichteten mit der Zeit eigene Krankenhäuser. 1882 trafen sich fünfzehn Vereine und Institute zu einer Tagung, um über die Vereinheitlichung der Aufnahme, Ausbildung, Anstellung und Weiterbildung der Krankenpflegerinnen zu beraten. Zunächst sieben von ihnen schlossen sich zum Verband Deutscher Krankenpflegeinstitute vom rothen Kreuz zusammen. In den großen Cholera-, Typhus- und Tuberkulose-Epidemien am Ende des 19. Jahrhunderts erweiterten die Rotkreuzschwestern ihr Arbeitsfeld auf die gesundheitliche Aufklärung. Sie vermittelten Hygiene- und Ernährungswissen in die Bevölkerung. Für bereits Erkrankte richteten die Schwesternschaften Lungensanatorien, Genesungs- und Erholungsheime ein. Beim Erdbeben von Messina 1908, der mit rund 100.000 Opfern schwersten Naturkatastrophe Europas im 20. Jahrhundert, engagierten sich nach einem Aufruf des Internationalen Roten Kreuzes deutsche Rotkreuzschwestern in einer Expedition mit Hilfsgütern auch in der Katastrophenhilfe.
Bereits Anfang des 20. Jahrhunderts entstand Unzufriedenheit mit den quasi-religiösen Organisationsformen der DRK-Schwesternschaften und ihren Vorschriften für die Lebensweise von Krankenschwestern. 1901 wandte sich die vormalige Rotkreuzschwester Agnes Karll auf einer Generalversammlung des Allgemeinen Deutschen Frauenvereins gegen den Vortrag einer Rotkreuz-Oberin, die eine Berufsausübung von Krankenpflegerinnen ohne Zugehörigkeit zu einem Mutterhaus und Unterordnung unter dessen Reglement als inakzeptabel und nicht praktizierbar ansah. Karll gründete in Abgrenzung zu diesen Vorstellungen 1903 die Berufsorganisation der Krankenpflegerinnen Deutschlands, in der sich freiberuflich arbeitende Krankenpflegerinnen zusammenschlossen. Als primäres Ziel gab der neue Verband an, die Krankenpflegerinnen zu Selbstständigkeit, Mitbestimmung und Mitverantwortung zu befähigen.

### Einsatz in den Weltkriegen

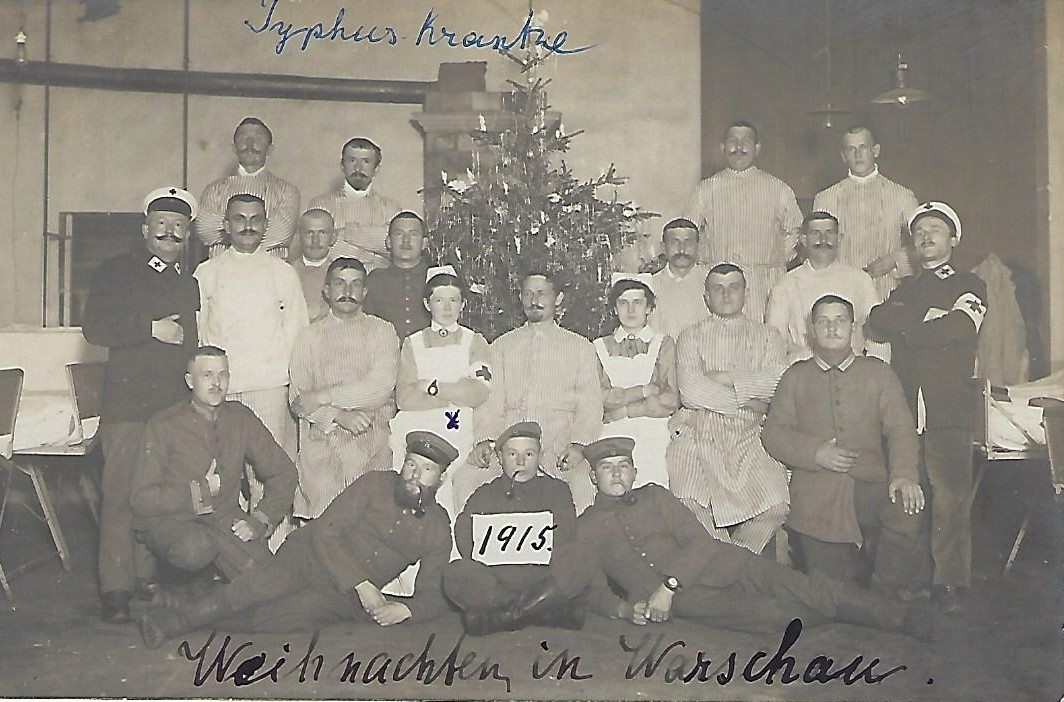
Typhuskranke Soldaten und DRK-Pflege im Seuchenlazarett Warschau

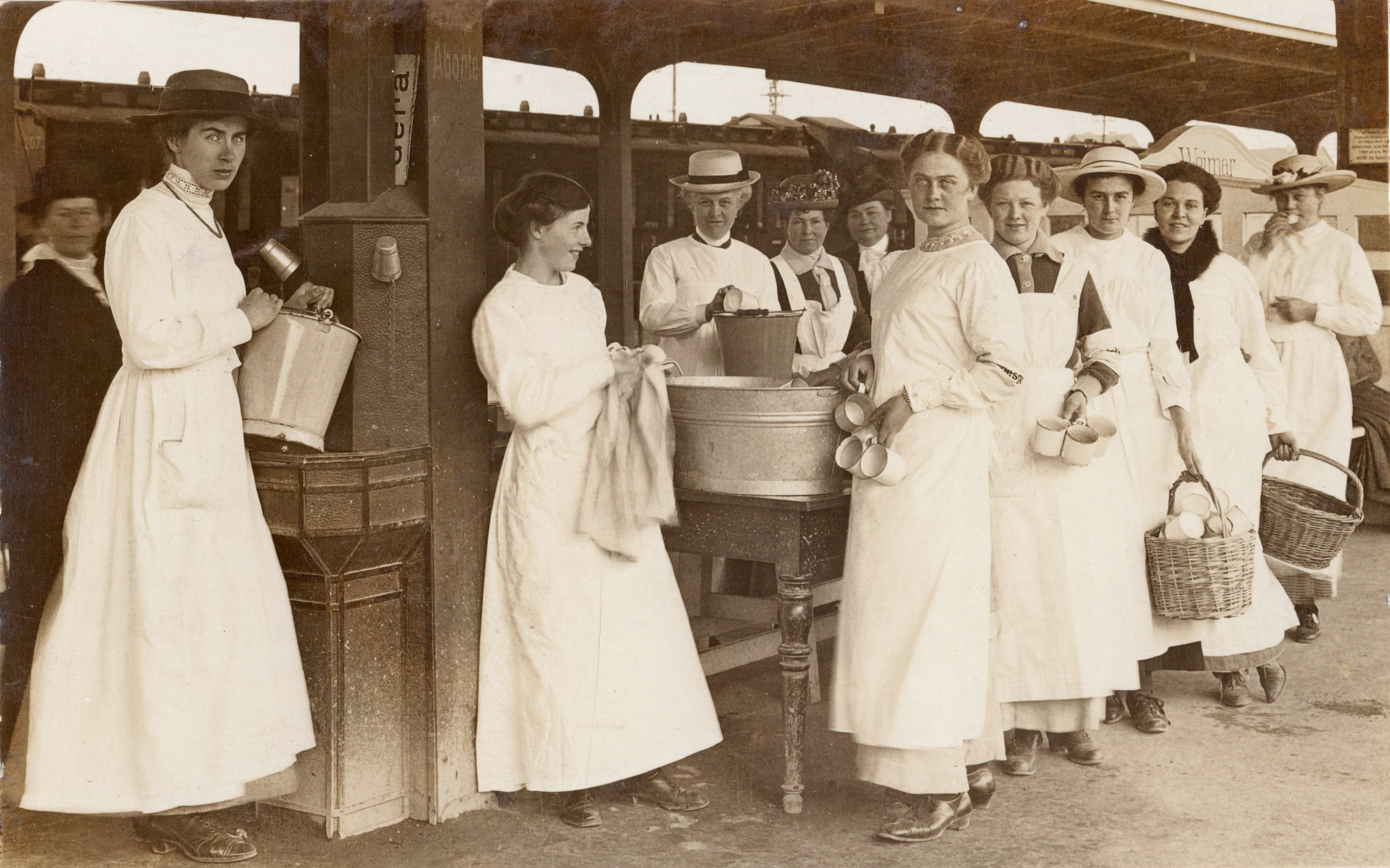
Bahnhof Weimar Truppenversorgung im Ersten Weltkrieg (1915)

Der Erste Weltkrieg war der erste große Ernstfall im Sinne der Rotkreuz-Gründer. Zehntausende, später hunderttausende Krankenschwestern aus allen Ländern beteiligten sich an der Versorgung der Verwundeten. In Deutschland hielten sich zu Kriegsbeginn rund 6.000 voll ausgebildete Schwestern, 1.000 Hilfsschwestern und 7.000 Helferinnen bereit. Diese Stärke reichte nicht annähernd aus für die hunderttausenden Verwundeten des ersten großen Massenkriegs. Die Krankenschwestern berichteten von einem Versagen der vorbereiteten Logistik und davon, dass ein großer Teil der Verwundeten aus Personalmangel nicht angemessen versorgt werden konnte. Die Gesamtzahlen für das Deutsche Rote Kreuz werden mit 19.773 Schwestern im Heeressanitätsdienst und 85.858 Pflegekräften im Heimatgebiet angegeben.
Im NS-Staat wurden das Deutsche Rote Kreuz und mit ihm die DRK-Schwesternschaften nach und nach gleichgeschaltet. Bereits 1933 besetzten Nationalsozialisten alle wichtigen Positionen und schafften durch eine neue Satzung den zentralen Rotkreuz-Grundsatz der Neutralität ab. 1935 berief der Dachverband der DRK-Schwesternschaften die Nationalsozialistin Luise von Oertzen zur Generaloberin. Der 1935 zum „Reichsarzt“ der SS ernannte Ernst-Robert Grawitz wurde Anfang 1937 in das eigens für ihn eingerichtete Amt eines „Geschäftsführenden Präsidenten“ des Deutschen Roten Kreuzes eingesetzt. Er sollte die zivile Gesundheitspflege und Wohlfahrtsarbeit beschneiden und das Rote Kreuz für den Kriegseinsatz vorbereiten. Schwesternausbildung, Rettungsdienst und Sanitätskolonnen sollten ausgebaut und durch Drill und straffe Organisation „wehrmachtsgleich“ werden. Ohne Rechtsgrundlage ließ Grawitz alle zu diesem Zeitpunkt noch verbliebenen 400 selbstständigen Rotkreuzvereine, darunter auch die Schwesternschaften, auflösen und in die besser kontrollierbare Einheitsorganisation „Deutsches Rotes Kreuz e. V.“ eingliedern. Er berichtete darüber: „Heute steht ein neues, schlagkräftiges Deutsches Rotes Kreuz, in soldatisch-straffer Form organisiert und nationalsozialistisch geführt, zu jedem Einsatz bereit“.
Mit dem am 9. Dezember 1937 inkraftgetretenen „Gesetz über das Deutsche Rote Kreuz“ wurde die Gesetzeslage nachträglich an diese Zwangsvereinigung angepasst. Die Rotkreuzschwestern wurden zentral über das „Amt für Schwesternschaften“ unter Leitung von Otto Stahl geführt. Generaloberin von Oertzen wurde zur „Generalhauptsturmführerin“ ernannt. Das von der SS kontrollierte DRK, aus dessen Vermögen die SS-Wirtschaftsbetriebe sich Millionenkredite verschafften, beharrte auf seiner organisatorischen Eigenständigkeit. Es verhinderte in der Folge eine Vereinigung der Rotkreuzschwestern mit den Krankenschwestern der Nationalsozialistischen Volkswohlfahrt, auch „Braune Schwestern“ genannt.
Bereits am 24. August 1939, eine Woche vor Beginn des Überfalls auf Polen, ordnete das DRK-Präsidium an, alles zu veranlassen, um „die von der Wehrmacht gestellten Aufgaben“ unverzüglich erfüllen zu können. Nach dem Kriegsbeginn wiederholten sich die Erfahrungen von 1914: Trotz jahrelanger Kriegsvorbereitungen reichten das medizinische Personal und die Logistik nicht aus, um die große Zahl der Verwundeten zu versorgen. Zehntausende Frauen wurden im Schnellverfahren als Rotkreuzhelferinnen angelernt. Das DRK unterstützte die nationalsozialistische Wehrmacht bis zum Ende Zweiten Weltkriegs. Nach der militärischen Niederlage tötete DRK-Führer Grawitz sich und seine Familie in den letzten Kriegstagen mit einer Handgranate in seiner Babelsberger Villa. Generaloberin von Oertzen setzte sich kurz vor Kriegsende aus Babelsberg ab und floh mit einigen Mitarbeiterinnen, nachdem sie die Amtsgeschäfte an Cläre Ports, die Oberin einer DRK-Landesstelle, übergeben hatte.

### Organisationen für professionelle Krankenpflege
Nach dem Ende der nationalsozialistischen Herrschaft wurde das DRK in der Sowjetischen und in der Französischen Besatzungszone zunächst aufgelöst. In der Amerikanischen Besatzungszone konnte das DRK in seiner bisherigen Rechtsform der Körperschaft des öffentlichen Rechts weiterarbeiten, während in der Britischen Besatzungszone, später auch in der französischen Zone, DRK-Landesverbände als eingetragene Vereine neu gegründet wurden. Auch viele DRK-Schwesternschaften wurden als unabhängige Vereine wiedergegründet. 1948 gründete sich auch der Dachverband unter dem Namen „Verband der Mutterhäuser vom Roten Kreuz“ neu. 1952 wurde erneut Luise von Oertzen zur Generaloberin des Dachverbands gewählt.
In den folgenden Jahrzehnten wurden die DRK-Schwesternschaften zu Organisationen für professionelle Krankenpflege ausgebaut. Bereits frühzeitig gab es Kontroversen um den Status der Krankenschwestern und ihre Arbeitsverhältnisse, die erst im Jahr 2016 der Europäische Gerichtshof mit einem Grundsatzurteil beendete.

## Kontroversen um Arbeitnehmereigenschaft und Leiharbeit
Die für die Schwesternschaften tätigen Pflegekräfte waren nach langjähriger Rechtsprechung des Bundesarbeitsgerichts keine Arbeitnehmer. Die im allgemeinen Arbeitsrecht festgelegten Regelungen zum Beispiel zu Kündigungsschutz oder betrieblicher Mitbestimmung galten für die Schwestern deshalb nicht, die Ansprüche bestimmten sich stattdessen nach der Mitgliedsordnung der Schwesternschaften. Entsprechend war auch keine Zuständigkeit der Arbeitsgerichte gegeben, sondern eine interne Schiedsgerichtsbarkeit eingerichtet. Der Dachverband begründete dies damit, dass die Schwesternschaften eine „Verantwortungsgemeinschaft mit besonderem karitativen Profil“ bildeten und Absicherung sowie Mitwirkungsmöglichkeiten durch die Mitgliedschaftsrechte teilweise über normale Arbeitnehmerrechte hinausgingen. Der Deutsche Gewerkschaftsbund kritisierte dagegen, die Verpflichtung zur Arbeitsleistung auf der Grundlage einer vereinsrechtlichen Mitgliedschaft führe zur Umgehung zwingenden Gesetzesrechtes.
Hauptgeschäftsfeld der Schwesternschaft sind „Gestellungsverträge“, durch die – vergleichbar einem Leiharbeitsmodell – Arbeitskräfte an Krankenhäuser und Pflegeeinrichtungen überlassen werden. Das Bundesarbeitsgericht legte die Frage, ob Mitglieder der Schwesternschaften als Leiharbeitnehmer zu betrachten sind, dem Europäischen Gerichtshof im März 2015 zur Vorabentscheidung vor. Anlass war der Rechtsstreit zwischen dem Universitätsklinikum Essen und dessen Betriebsrat um die Beschäftigung einer DRK-Schwester.
Der EuGH entschied im November 2016, dass die im europäischen Recht begründeten Schutzregeln für Leiharbeitnehmer grundsätzlich auch für die Mitglieder der Schwesternschaften gelten, die hauptberuflich und gegen Entgelt tätig sind. Bei der Ergänzung des Arbeitnehmerüberlassungsgesetzes im Herbst 2016 bemühte sich der Verband um eine Ausnahmeregelung, da er bei einer künftigen Berücksichtigung des EuGH-Urteils durch das Bundesarbeitsgericht befürchtet, dass das „DRK als Nationale Hilfsgesellschaft in seiner Einsatzfähigkeit zukünftig stark eingeschränkt“ werde. Entsprechend der Vorabentscheidung des Europäischen Gerichtshofs entschied das Bundesarbeitsgericht im Februar 2017, dass der Betriebsrat eines Krankenhauses die erforderliche Zustimmung verweigern kann, wenn der Einsatz einer Rotkreuz-Schwester gegen das Verbot der nicht vorübergehenden Arbeitnehmerüberlassung verstößt.
Im Vorfeld der am 1. April 2017 in Kraft tretenden Änderungen des Arbeitnehmerüberlassungsgesetzes stellte die regionale Schwesternschaftsvereinigung Coburg am 31. Januar 2017 einen Insolvenzantrag wegen drohender Zahlungsunfähigkeit. Dort hatten 500 Schwestern das durch die gesetzliche Neuregelung begründete Angebot des örtlichen Klinikums angenommen, die „Gestellung“ durch eine direkte Festanstellung zu ersetzen, und beendeten ihre Mitgliedschaft in der Schwesternschaft.
Am Universitätsklinikum Essen, dem Ausgangspunkt des Grundsatzurteils, kündigte die Klinikleitung den Gestellungsvertrag zum 30. September 2018 und bot allen DRK-Schwestern die Übernahme in ein reguläres Arbeitsverhältnis unter Wahrung ihres langjährigen Beschäftigungsstatus an. Dieses Angebot wurde von fast 1.000 Schwestern angenommen, während nur rund 50 bis 80 bei der DRK-Schwesternschaft Essen blieben. Die DRK-Schwesternschaft Essen verlor damit fast vollständig ihr Geschäftsmodell und musste sich der Schwesternschaft Westfalen anschließen.

## Liste der DRK-Schwesternschaften in Deutschland
Es gibt mit Stand Februar 2019 in Deutschland 31 selbstständige DRK-Schwesternschaften in der Rechtsform des eingetragenen Vereins, die in der nachfolgenden Liste vollständig aufgeführt sind. Die Zahl der Schwesternschaften ist im steten Wandel, weil in den ersten Jahrzehnten fortwährend neue regionale Organisationen gegründet wurden, während später Schwesternschaften fusionierten oder sich auflösten. Durch die Zwangsauflösung im Nationalsozialismus existiert rein rechtlich gesehen keine Schwesternschaft – mit Ausnahme einiger nach dem Krieg gegründeter – durchgehend seit den Gründungsjahren. Viele beziehen sich in ihrer Tradition auf ihre örtlichen Vorgängerorganisationen und geben deren Gründungsdatum an. Ein Teil der Gründungsdaten ist durch den Organisationsbruch heute kaum oder nicht mehr nachprüfbar.
| Name                                                               | Sitz                       | Gründung |
| ------------------------------------------------------------------ | -------------------------- | -------- |
| Schwesternschaft Wallmenich-Haus vom Bayerischen Roten Kreuz e. V. | Amberg                     | 1949     |
| DRK-Schwesternschaft Berlin e. V.                                  | Berlin                     | 1875     |
| DRK-Schwesternschaft Bonn e. V.                                    | Bonn                       | 1906     |
| Bremische Schwesternschaft vom Roten Kreuz e. V.                   | Bremen                     | 1872     |
| Alice-Schwesternschaft vom Roten Kreuz Darmstadt e. V.             | Darmstadt                  | 1867     |
| DRK-Schwesternschaft Essen e. V.                                   | Essen                      | 1913     |
| DRK-Schwesternschaft Elsa Brändström e. V.                         | Flensburg                  | 1948     |
| Schwesternschaft vom Roten Kreuz Frankfurt am Main 1866 e. V.      | Frankfurt am Main          | 1866     |
| DRK-Schwesternschaft Bad Homburg-Maingau e. V.                     | Frankfurt am Main          | 1975     |
| DRK-Schwesternschaft Westfalen e. V.                               | Gelsenkirchen              | 1905     |
| DRK-Schwesternschaft Georgia-Augusta e. V.                         | Göttingen                  | 1927     |
| DRK-Schwesternschaft Hamburg e. V.                                 | Hamburg                    | 1868     |
| DRK-Schwesternschaft Clementinenhaus e. V.                         | Hannover                   | 1875     |
| DRK-Schwesternschaft Ostpreußen e. V.                              | Itzehoe                    | 1916     |
| Badische Schwesternschaft vom Roten Kreuz e. V. – Luisenschwestern | Karlsruhe                  | 1859     |
| DRK-Schwesternschaft Kassel e. V.                                  | Kassel                     | 1875     |
| DRK-Anschar-Schwesternschaft Kiel e. V.                            | Kiel                       | 1873     |
| DRK-Heinrich-Schwesternschaft e. V.                                | Kiel                       | 1921     |
| DRK-Schwesternschaft Krefeld e. V.                                 | Krefeld                    | 1939     |
| DRK-Schwesternschaft Lübeck e. V.                                  | Lübeck                     | 1903     |
| DRK-Augusta-Schwesternschaft e. V.                                 | Lüneburg                   | 1875     |
| Alice-Schwesternschaft Mainz vom DRK e. V.                         | Mainz                      | 1870     |
| DRK-Schwesternschaft Marburg e. V.                                 | Marburg                    | 1919     |
| Schwesternschaft München vom Bayerischen Roten Kreuz e. V.         | München                    | 1872     |
| DRK-Schwesternschaft Rheinpfalz-Saar e. V.                         | Neustadt an der Weinstraße | 1942     |
| Schwesternschaft Nürnberg vom Bayerischen Roten Kreuz e. V.        | Nürnberg                   | 1940     |
| Oldenburgische Schwesternschaft vom Roten Kreuz e. V.              | Sande                      | 1912     |
| Württembergische Schwesternschaft vom Roten Kreuz e. V.            | Stuttgart                  | 1912     |
| DRK-Schwesternschaft Oranien e. V.                                 | Wiesbaden                  | 1885     |
| DRK-Schwesternschaft Übersee e. V.                                 | Wilhelmshaven              | 1935     |
| DRK-Schwesternschaft Wuppertal e. V.                               | Wuppertal                  | 1911     |

## Dachverband der Schwesternschaften
Der Verband der Schwesternschaften vom Deutschen Roten Kreuz e. V. (VdS) ist der Dachverband der regionalen Schwesternschaften. Deren Mitgliedschaft ist freiwillig. Der VdS gibt als wichtigste Ziele an, die Professionalisierung sowie Akademisierung der Pflegeberufe voranzutreiben, die Rahmenbedingungen für die Berufsausübung von Pflegekräften zu verbessern, das Gesundheits- und Pflegesystem zu gestalten und die Mitgliederinteressen effektiv zu vertreten. Organe des Verbands sind die Mitgliederversammlung und der von ihr gewählte Vorstand. Dieser besteht aus 14 Mitgliedern, von denen acht den Geschäftsführenden Vorstand bilden, darunter auch die Präsidentin des Deutschen Roten Kreuzes. Hauptamtlich tätig ist die Präsidentin des VdS, derzeit Generaloberin Gabriele Müller-Stutzer. Die Geschäftsstelle in Berlin beschäftigt acht Mitarbeiter.

### Geschichte
Der Verband der Schwesternschaften wurde ursprünglich im Jahr 1882 unter dem Namen Verband Deutscher Krankenpflegeinstitute vom Roten Kreuz e. V. als Fürsorgeeinrichtung für die Schwestern gegründet. Im Jahr 1896 vertrat der Verband rund 600 Schwestern und Schülerinnen. Im Jahr 1919 wurde der Sitz des Verbands nach Berlin verlegt. Nach mehreren Versuchen in den Jahren 1903 und 1907 wurde 1920 beschlossen, dass die Schwesternschaften nun jeweils einen Schwesternrat etablieren sollten. Dies war als Selbstvertretung der Schwestern gegenüber der Leitung der Schwesternschaft gedacht. Ihm oblag „die Wahrung des Ansehens der Schwesternschaft und die Pflege eines guten Einvernehmens unter den Schwestern, zur Oberin und dem Vorstand“. Dem 1921 gegründeten Schwesternversicherungsverein vom Roten Kreuz gehörten 1926 22 und 1932 bereits 32 Mitgliedsschwesternschaften mit 1.377 versicherten Schwestern an.
Aufgrund einer Satzungsänderung im Jahr 1922 trat er als Verband Deutscher Mutterhäuser vom Roten Kreuz weiter in Erscheinung und führte die persönliche Mitgliedschaft der Schwestern in den Schwesternschaften ein. Im Jahr 1930 gehörten dem Verband 37 Mutterhäuser mit 2.108 Schwestern und 62 Rentnerinnen an; später wird von 57 Mutterhäusern mit 9.164 Schwestern berichtet. Nach einer Umstrukturierung wurde der Verband als Schwesternschaft des Deutschen Roten Kreuzes e.V. bezeichnet. Durch das DRK-Gesetz von 1937 wurde der Dachverband wie die Schwesternschaften aufgelöst. An seine Stelle trat eine zentrale Führung durch das „Amt für Schwesternschaften“.
Am 3. Dezember 1948 gründete sich der Verband neu unter dem Titel Verband der Mutterhäuser vom Roten Kreuz mit Sitz in Hamburg. Er verlegte seinen Sitz dann im Jahr 1949 nach Frankfurt am Main und 1954 nach Bonn (jetzt Verband Deutscher Mutterhäuser vom Roten Kreuz genannt), wo auch das Generalsekretariat des DRK seinen Sitz hatte. Seit 1967 wurde er in Verband der Schwesternschaften vom Deutschen Roten Kreuz umbenannt.

### Generaloberinnen
Die Präsidentin des VdS trägt die Funktionsbezeichnung Generaloberin.
| Zeitraum  | Generaloberin           |
| --------- | ----------------------- |
| 1949–1952 | Regine Köhler           |
| 1952–1961 | Luise von Oertzen       |
| 1961–1972 | Ilse von Troschke       |
| 1972–1989 | Gisela Bohlken          |
| 1989–1994 | Anne Siebold            |
| 1994–1997 | Eleonore Gonscherowski  |
| 1997–2013 | Sabine Schipplick       |
| 2013–2015 | Brigitte Schäfer        |
| 2015–2024 | Gabriele Müller-Stutzer |
| 2024–     | Edith Dürr              |

## Zentrale Bildungseinrichtungen der Schwesternschaften

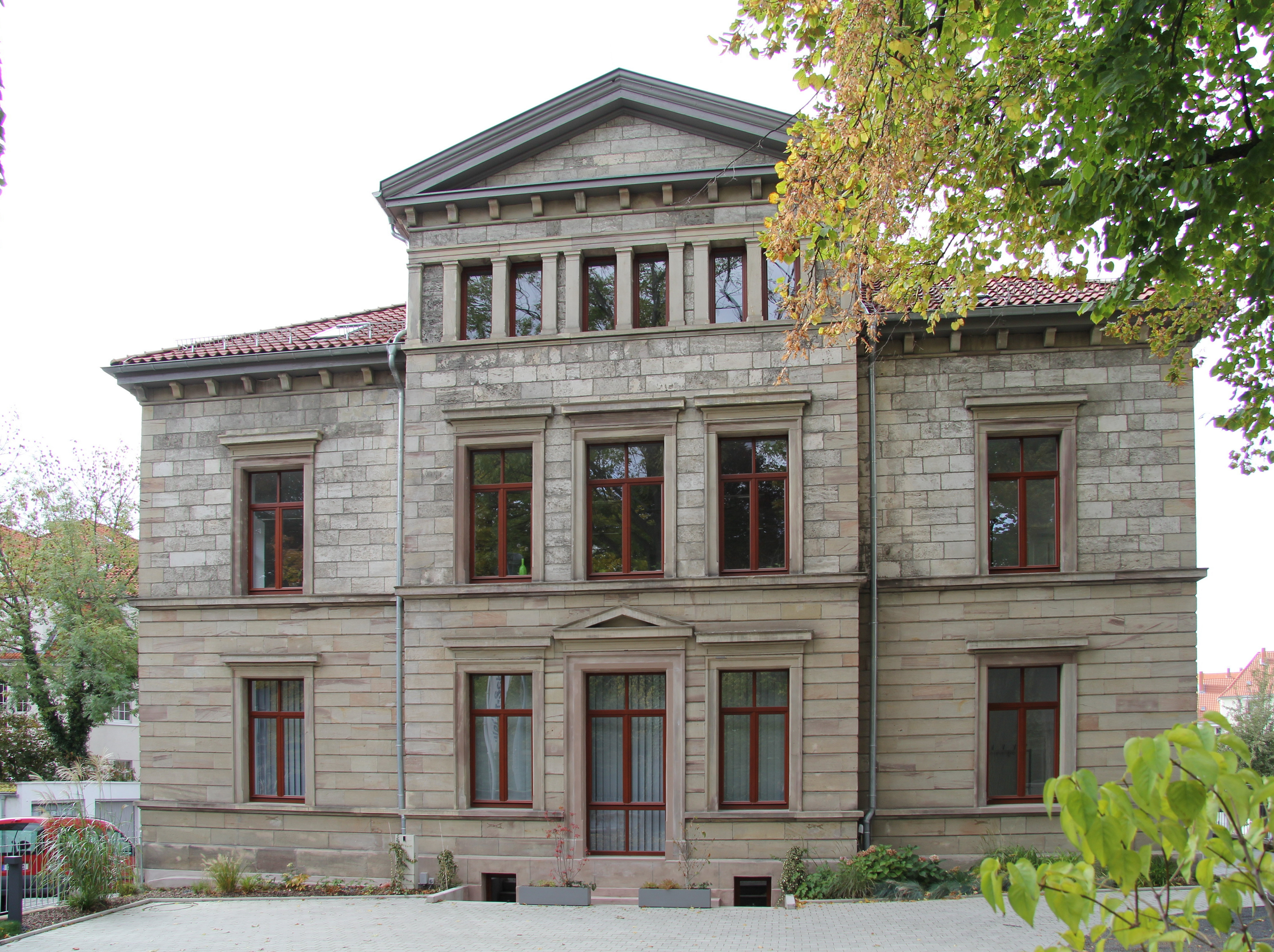
Ehem. Werner-Schule (2012)

Neben zahlreichen krankenhausnahen Schulen für Pflegerinnen betrieben die DRK-Schwesternschaften auch zentrale Bildungseinrichtungen für Pflege-Leitungskräfte. Diese wurden zunächst von einzelnen Schwesternschaften eingerichtet, später vom Dachverband der Schwesternschaften, zum Teil gemeinsam mit dem DRK.
1903 gründete die Leiterin der Münchner DRK-Schwesternschaft, Clementine von Wallmenich, unter der Bezeichnung „Oberinnenschule“ eine Ausbildungsstätte für Leitungskräfte in der Pflege. Von Wallmenich verband damit auch das Ziel der Weiterentwicklung und systematischen Weitergabe des Pflegewissens. Nach internen Auseinandersetzungen in München zog die Schule bereits 1905 nach Kiel um und wurde der dortigen Schwesternschaft angegliedert. In der Wirtschaftskrise 1923 musste die Einrichtung geschlossen werden. 1927 wurde sie als Werner-Schule vom Deutschen Roten Kreuz in Berlin wiedergegründet, mit einem erweiterten Angebot, das auch die Weiterbildung von Pflegerinnen beinhaltete. Nach der Kriegszerstörung ihres Gebäudes zog die Schule 1944 nach Göttingen um, wo sie, nach einer Unterbrechung bei Kriegsende, 1947 ihren Betrieb wiederaufnahm.
Im Jahr 2002 gründeten das DRK und der Dachverband der Schwesternschaften ebenfalls in Göttingen die Fachhochschule im Deutschen Roten Kreuz, die Bachelor-Studiengänge in den Fächern Sozialmanagement und Pflegemanagement anbot. Die Hochschule wurde aufgrund wirtschaftlicher Schwierigkeiten 2008 geschlossen. Aufgrund zurückgegangener Nachfrage und mangelnder Wirtschaftlichkeit schloss der Verband der Schwesternschaften zum Jahresende 2016 auch die Werner-Schule.